# Zincochromit
Zincochromit ist ein sehr selten vorkommendes Mineral aus der Gruppe der Spinelle innerhalb der Mineralklasse der „Oxide und Hydroxide“ mit der Endgliedzusammensetzung ZnCr2O4 und damit chemisch gesehen ein Zink-Chrom-Oxid. Er ist zudem das Zink-Analogon zu Chromit (Fe2+Cr2O4).
Zincochromit kristallisiert im kubischen Kristallsystem, entwickelt aber nur winzige, oktaedrische Kristalle bis etwa 0,05 mm Größe von bräunlichschwarzer Farbe mit einem halbmetallischen Glanz auf den Oberflächen. Das Mineral ist im Allgemeinen undurchsichtig und nur in dünnen Splittern bräunlich durchscheinend. Im Auflichtmikroskop erscheint Zincochromit bräunlichgrau mit bräunlichen Innenreflexionen. Seine Strichfarbe ist dagegen immer braun.

## Etymologie und Geschichte
Entdeckt wurde Zincochromit in der Uran-Vanadium-Lagerstätte Srednyaya Padma (russisch Средняя Падма) der Velikaya Guba (russisch Великая Губа) nahe dem gleichnamigen Fluss Padma am Onegasee auf der Halbinsel Saoneschje (englisch: Zaonezhie; russisch Заонежье) in der zur Russischen Föderation gehörenden Republik Karelien. Die Erstbeschreibung erfolgte 1987 durch A. R. Nesterov und Ye. V. Rumyantseva, die das Mineral in Anlehnung an dessen Hauptbestandteil Zink und seiner Verwandtschaft zum Chromit benannte.
Das Typmaterial des Minerals wird in der Staatlichen Bergbau-Universität Sankt Petersburg (ehemals Bergbau-Institut) unter der Katalog-Nr. 1238/1 aufbewahrt.

## Klassifikation
Die strukturelle Klassifikation der International Mineralogical Association (IMA) zählt den Zincochromit zur Spinell-Supergruppe, wo er zusammen mit Chromit, Cochromit, Coulsonit, Cuprospinell, Dellagiustait, Deltalumit, Franklinit, Gahnit, Galaxit, Guit, Hausmannit, Hercynit, Hetaerolith, Jakobsit, Maghemit, Magnesiochromit, Magnesiocoulsonit, Magnesioferrit, Magnetit, Manganochromit, Spinell, Thermaerogenit, Titanomaghemit, Trevorit und Vuorelainenit die Spinell-Untergruppe innerhalb der Oxispinelle bildet. Ebenfalls in diese Gruppe gehören die nach 2018 beschriebenen Oxispinelle Chihmingit und Chukochenit sowie der Nichromit, dessen Name von der CNMNC der IMA noch nicht anerkannt worden ist.
In der veralteten 8. Auflage der Mineralsystematik nach Strunz war der Zincochromit noch nicht aufgeführt.
In der zuletzt 2018 überarbeiteten Lapis-Systematik nach Stefan Weiß, die formal auf der alten Systematik von Karl Hugo Strunz in der 8. Auflage basiert, erhielt das Mineral die System- und Mineralnummer IV/B.03-060. Dies entspricht der Klasse der „Oxide und Hydroxide“ und dort der Abteilung „Oxide mit dem Stoffmengenverhältnis Metall : Sauerstoff = 3 : 4 (Spinelltyp M3O4 und verwandte Verbindungen)“, wo Zincochromit zusammen mit Chromit, Cochromit, Magnesiochromit, Manganochromit und Nichromit die Gruppe der „Chromit-Spinelle“ mit der Systemnummer IV/B.03 bildet.
Die von der International Mineralogical Association (IMA) zuletzt 2009 aktualisierte 9. Auflage der Strunz’schen Mineralsystematik ordnet den Zincochromit in die Klasse der „Oxide (Hydroxide, V[5,6]-Vanadate, Arsenite, Antimonite, Bismutite, Sulfite, Selenite, Tellurite, Iodate)“ und dort in die Abteilung „Metall : Sauerstoff = 3 : 4 und vergleichbare“ ein. Hier ist das Mineral in der Unterabteilung „Mit ausschließlich mittelgroßen Kationen“ zu finden, wo es zusammen mit Chromit, Cochromit, Coulsonit, Cuprospinell, Filipstadit, Franklinit, Gahnit, Galaxit, Hercynit, Jakobsit, Magnesiochromit, Magnesiocoulsonit, Magnesioferrit, Magnetit, Manganochromit, Qandilit, Spinell, Trevorit, Ulvöspinell und Vuorelainenit die „Spinellgruppe“ mit der Systemnummer 4.BB.05 bildet.
In der vorwiegend im englischen Sprachraum gebräuchlichen Systematik der Minerale nach Dana hat Zincochromit die System- und Mineralnummer 07.02.03.06. Das entspricht der Klasse der „Oxide und Hydroxide“ und dort der Abteilung „Mehrfache Oxide“. Hier findet er sich innerhalb der Unterabteilung „Mehrfache Oxide (A+B2+)2X4, Spinellgruppe“ in der „Chrom-Untergruppe“, in der auch Magnesiochromit, Manganochromit, Chromit, Nichromit und Cochromit eingeordnet sind.

## Chemismus
Die Endgliedzusammensetzung ZnCr2O4 besteht aus 28,02 % Zink (Zn), 44,56 % Chrom (Cr) und 27,42 % Sauerstoff (O). Dies entspricht in der Oxidform 34,87 % ZnO und 65,13 % Cr2O3. Die analysierten Proben aus der Typlokalität Velikaya Guba enthielten allerdings zusätzlich einen bedeutenden Anteil an V2O3 zwischen 1,42 % und 7,67 %, Fe2O3 zwischen 1,36 % und 4,21 %, Al2O3 zwischen 0,51 % und 1,44 % sowie SiO2 zwischen 2,44 % und 3,36 % (alle Angaben in Gewichts-%). Hinzu kommt ein geringer Anteil von bis zu 0,82 % TiO2. Auf der Basis von vier Sauerstoffatomen errechnet sich damit die empirische Zusammensetzung zu Zn1.04(Cr1.61V0.11Si0.11Fe3+0.06Al0.05)Σ=1.94O4.

## Kristallstruktur
Zincochromit kristallisiert kubisch in der Spinellstruktur mit der Raumgruppe Fd3m (Raumgruppen-Nr. 227), dem Gitterparameter a = 8,35 Å sowie 8 Formeleinheiten pro Elementarzelle.

## Eigenschaften
Zincochromit ist paramagnetisch.

## Bildung und Fundorte
Zincochromit bildet sich in Cr- und V-reichen und glimmerhaltigen Metasomatiten durch Verdrängung chromhaltiger Aegirine in den Bruchzonen von metamorphosierten Sedimentgesteinen. Neben Aegirin treten unter anderem noch Quarz und verschiedene Cr-V-Fe-Oxide und -hydroxide als Begleitminerale auf.
Zincochromit gehört zu den sehr selten Mineralbildungen und konnte daher nur in wenigen Proben aus bisher weniger als 10 bekannten Fundorten entdeckt werden (Stand 2018). Innerhalb der Russischen Föderation trat Zincochromit außer an seiner Typlokalität Velikaya Guba noch in der nahe gelegenen Grube Srednyaya Padma (ebenfalls eine Uran-Vanadium-Lagerstätte) auf der Halbinsel Zaonezhie in der Republik Karelien und in der Palladium-Gold-Lagerstätte Chudnoe im Maldynyrd-Gebirge in der Republik Komi auf.
Der bisher einzige bekannte Fundort in Österreich sind die Serpentinite an der Nordflanke des Brennkogel im Grenzgebiet zwischen Kärnten und dem Salzburger Land.
Weitere bekannte Fundorte sind die Dolo Hills im Young Shire des australischen Bundesstaates New South Wales, die Lagerstätte Kuikkapuro bei Suomussalmi in Finnland, die Tarkwa-Goldmine in Ghana, einige vulkanische Mineralproben vom Flussufer des Mahanadi im indischen Bundesstaat Odisha, die Dolomit-Marmore im Babunatal (Jakupica-Gebirge) nahe Nežilovo in Mazedonien und eine Seifenlagerstätte am Quebrada Grande River nahe Guaniamo im Bundesstaat Bolívar in Venezuela.